# Луковец (община Лития)
Вижте пояснителната страница за други значения на Луковец.
Луковец (на словенски: Lukovec) е село в Словения, регион Средна Словения, община Лития. Според Националната статистическа служба на Република Словения през 2015 г. селото има 18 жители.